# Resolución 304 del Consejo de Seguridad de las Naciones Unidas
La resolución 304 del Consejo de Seguridad de las Naciones Unidas, adoptada por unanimidad el 8 de diciembre de 1971, después de examinar la solicitud de los Emiratos Árabes Unidos para la membresía en las Naciones Unidas, el Consejo recomendó a la Asamblea General que los Emiratos Árabes Unidos fuesen admitidos.